# إشبي إيرا
إشبي إيرا هو أول ملك لسلالة إيسن في العراق وهو من الأموريين ألذين سكنوا في جنوب العراق، بدأ حكمه أثناء سقوط سلالة أور الثالثة على يد العيلاميين في سنة 1953 ق م. حسب قائمة ملوك سومر حكم لمدة 33 سنة وإنتهى حكمه في سنة 1921 ق م.